# Вељко Петковић
Вељко Петковић (Краљево, 23. јануар 1977) је бивши српски одбојкаш.

## Играчка каријера
Члан тима који је 2000. године освојио златну олимпијску медаљу за СР Југославију.
Са репрезентацијом је освојио сребрну медаљу на Светском првенству 1998. у Јапану.
Каријеру је започео у Војводини из Новога Сада, са којом је био првак Југославије. Након што је постао један од најбољих одбојкаша Југославије, напустио је клуб и преселио се у иностранство. У сезони 2009/10 играо је за АЦХ Волеј Блед у Словенији, након тога је прешао у Будванску ривијеру из Црне Горе у јуну 2010. године.
Вељков млађи брат Владо такође је играо за репрезентацију Србије.